# Campeonato Pernambucano 1997
In 1997 werd het 83ste Campeonato Pernambucano gespeeld voor voetbalclubs uit de Braziliaanse staat Pernambuco. De competitie werd georganiseerd door de FPF en werd gespeeld van 17 februari tot 18 juni. Er werden twee toernooien georganiseerd, omdat Sport beide won was er geen finale om de titel nodig.
Indien een club gelijk speelde en gescoord had die wedstrijd kregen ze twee punten, bij een scoreloos gelijkspel krijgen ze één punt. 

## Eerste toernooi

### Eerste fase

#### Groep A
| Plaats | Club               | Wed. | W | G+2 | G+1 | V | Saldo | Ptn. |
| ------ | ------------------ | ---- | - | --- | --- | - | ----- | ---- |
| 1.     | Santa Cruz         | 6    | 3 | 1   | 1   | 1 | 8:7   | 12   |
| 2.     | Náutico            | 6    | 2 | 2   | 0   | 2 | 8:8   | 10   |
| 3.     | Flamengo           | 6    | 2 | 1   | 1   | 2 | 6:6   | 9    |
| 4.     | Ypiranga           | 6    | 1 | 1   | 1   | 3 | 6:11  | 6    |
| 5.     | Centro Limoeirense | 6    | 1 | 1   | 0   | 4 | 6:12  | 5    |
| 6.     | Central            | 6    | 0 | 1   | 1   | 4 | 4:15  | 3    |

|  | Finale eerste fase, en geplaatst voor tweede fase |
|  | Geplaatst voor tweede fase                        |

#### Groep B
| Plaats | Club            | Wed. | W | G+2 | G+1 | V | Saldo | Ptn. |
| ------ | --------------- | ---- | - | --- | --- | - | ----- | ---- |
| 1.     | Sport do Recife | 6    | 4 | 1   | 1   | 0 | 22:5  | 15   |
| 2.     | Recife          | 6    | 3 | 2   | 0   | 1 | 11:6  | 13   |
| 3.     | Cabense         | 6    | 3 | 0   | 1   | 2 | 7:5   | 10   |
| 4.     | Porto           | 6    | 3 | 0   | 1   | 2 | 7:7   | 10   |
| 5.     | 1° de Maio      | 6    | 2 | 1   | 1   | 2 | 6:7   | 9    |
| 6.     | Vitória         | 6    | 1 | 3   | 0   | 2 | 6:8   | 9    |

|  | Finale eerste fase, en geplaatst voor tweede fase |
|  | Geplaatst voor tweede fase                        |

#### Finale
|                 |       |       |            |  |
| 23 maart Finale | Sport | 3 – 0 | Santa Cruz |  |
| 23 maart Finale |       |       |            |  |

### Tweede fase

#### Groep C
| Plaats | Club       | Wed. | W | G+2 | G+1 | V | Saldo | Ptn. |
| ------ | ---------- | ---- | - | --- | --- | - | ----- | ---- |
| 1.     | Recife     | 5    | 2 | 1   | 1   | 1 | 9:6   | 9    |
| 2.     | Santa Cruz | 5    | 2 | 1   | 0   | 2 | 5:7   | 8    |
| 3.     | Cabense    | 5    | 0 | 1   | 0   | 4 | 4:8   | 2    |

|  | Finale tweede fase |

#### Groep D
| Plaats | Club            | Wed. | W | G+2 | G+1 | V | Saldo | Ptn. |
| ------ | --------------- | ---- | - | --- | --- | - | ----- | ---- |
| 1.     | Sport do Recife | 5    | 4 | 1   | 0   | 0 | 12:4  | 14   |
| 2.     | Náutico         | 5    | 2 | 2   | 0   | 1 | 9:10  | 10   |
| 3.     | Flamengo        | 5    | 0 | 2   | 1   | 2 | 4:8   | 5    |

|  | Finale tweede fase |

#### Finale
|                 |       |       |        |  |
| 20 april Finale | Sport | 0 – 2 | Recife |  |
| 20 april Finale |       |       |        |  |

#### Degradatiegroep
| Plaats | Club               | Wed. | W | G+2 | G+1 | V | Saldo | Ptn. |
| ------ | ------------------ | ---- | - | --- | --- | - | ----- | ---- |
| 1.     | Porto              | 5    | 3 | 1   | 1   | 0 | 11:3  | 12   |
| 2.     | Vitória            | 5    | 2 | 0   | 1   | 2 | 5:3   | 7    |
| 3.     | 1° de Maio         | 5    | 2 | 0   | 1   | 2 | 6:6   | 7    |
| 4.     | Central            | 5    | 1 | 0   | 4   | 0 | 2:1   | 7    |
| 5.     | Ypiranga           | 5    | 1 | 1   | 1   | 2 | 8:12  | 6    |
| 6.     | Centro Limoeirense | 5    | 1 | 0   | 0   | 4 | 4:11  | 3    |

|  | Degradatie |

### Finale eerste toernooi
|               |        |       |       |  |
| 27 april Heen | Recife | 0 – 1 | Sport |  |
| 27 april Heen |        |       |       |  |

|             |       |       |        |  |
| 1 mei Terug | Sport | 2 – 1 | Recife |  |
| 1 mei Terug |       |       |        |  |

## Tweede toernooi

### Eerste fase

#### Groep A
| Plaats | Club            | Wed. | W | G+2 | G+1 | V | Saldo | Ptn. |
| ------ | --------------- | ---- | - | --- | --- | - | ----- | ---- |
| 1.     | Sport do Recife | 5    | 3 | 1   | 0   | 1 | 10:4  | 11   |
| 2.     | Santa Cruz      | 5    | 2 | 2   | 1   | 0 | 9:4   | 11   |
| 3.     | Cabense         | 5    | 2 | 1   | 1   | 1 | 8:4   | 9    |
| 4.     | Flamengo        | 5    | 2 | 1   | 0   | 2 | 3:5   | 8    |
| 5.     | 1° de Maio      | 5    | 0 | 0   | 1   | 4 | 2:9   | 1    |

|  | Finale eerste fase, en geplaatst voor tweede fase |
|  | Geplaatst voor tweede fase                        |

#### Groep B
| Plaats | Club    | Wed. | W | G+2 | G+1 | V | Saldo | Ptn. |
| ------ | ------- | ---- | - | --- | --- | - | ----- | ---- |
| 1.     | Porto   | 5    | 1 | 3   | 1   | 0 | 4:3   | 10   |
| 2.     | Central | 5    | 2 | 1   | 1   | 1 | 4:5   | 9    |
| 3.     | Recife  | 5    | 2 | 1   | 0   | 2 | 8:10  | 8    |
| 4.     | Náutico | 5    | 2 | 0   | 0   | 3 | 5:6   | 6    |
| 5.     | Vitória | 5    | 1 | 0   | 1   | 3 | 5:8   | 4    |

|  | Finale eerste fase, en geplaatst voor tweede fase |
|  | Geplaatst voor tweede fase                        |

#### Finale
|                 |       |       |       |  |
| 21 maart Finale | Sport | 1 – 0 | Porto |  |
| 21 maart Finale |       |       |       |  |

### Tweede fase

#### Groep C
| Plaats | Club            | Wed. | W | G+2 | G+1 | V | Saldo | Ptn. |
| ------ | --------------- | ---- | - | --- | --- | - | ----- | ---- |
| 1.     | Sport do Recife | 5    | 2 | 3   | 0   | 0 | 10:7  | 12   |
| 2.     | Recife          | 5    | 1 | 3   | 0   | 1 | 8:8   | 9    |
| 3.     | Central         | 5    | 0 | 0   | 1   | 4 | 4:10  | 1    |

|  | Finale tweede fase |

#### Groep D
| Plaats | Club       | Wed. | W | G+2 | G+1 | V | Saldo | Ptn. |
| ------ | ---------- | ---- | - | --- | --- | - | ----- | ---- |
| 1.     | Porto      | 5    | 3 | 1   | 0   | 1 | 12:10 | 11   |
| 2.     | Santa Cruz | 5    | 1 | 3   | 0   | 1 | 8:7   | 9    |
| 3.     | Cabense    | 5    | 0 | 4   | 1   | 0 | 7:7   | 9    |

|  | Finale tweede fase |

#### Finale
Omdat Sport beide fases won was er geen finale om de titel meer nodig
|                |       |       |       |  |
| 18 juni Finale | Porto | 0 – 2 | Sport |  |
| 18 juni Finale |       |       |       |  |

## Kampioen
| Campeonato Pernambucano de 1997 |
| Pernambuco                      |
| ------------------------------- |
| SPORT Kampioen (30° titel)      |